# St. Crispinus und Crispinianus (Lisdorf)

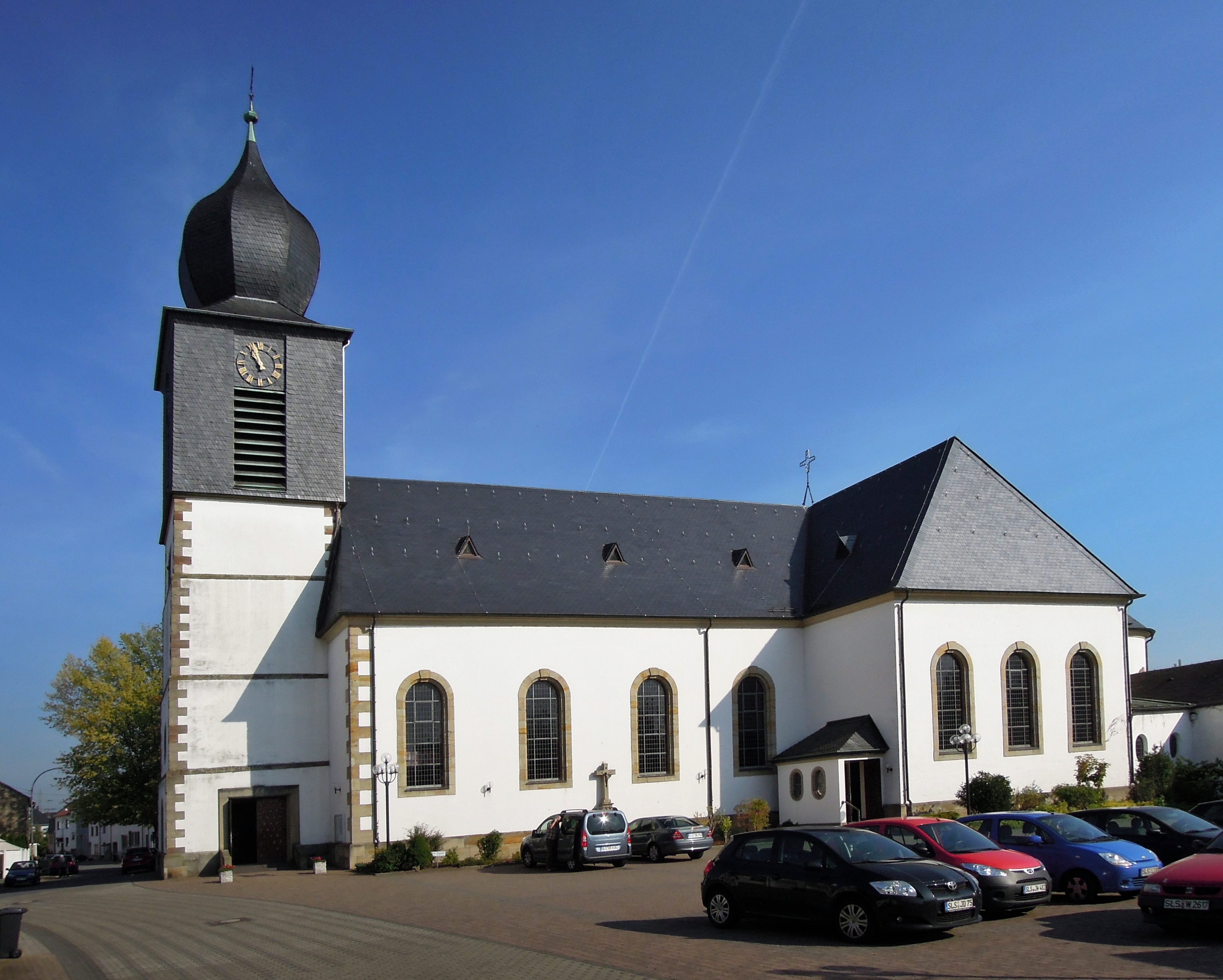
Die katholische Pfarrkirche St. Crispinus und Crispinianus in Lisdorf

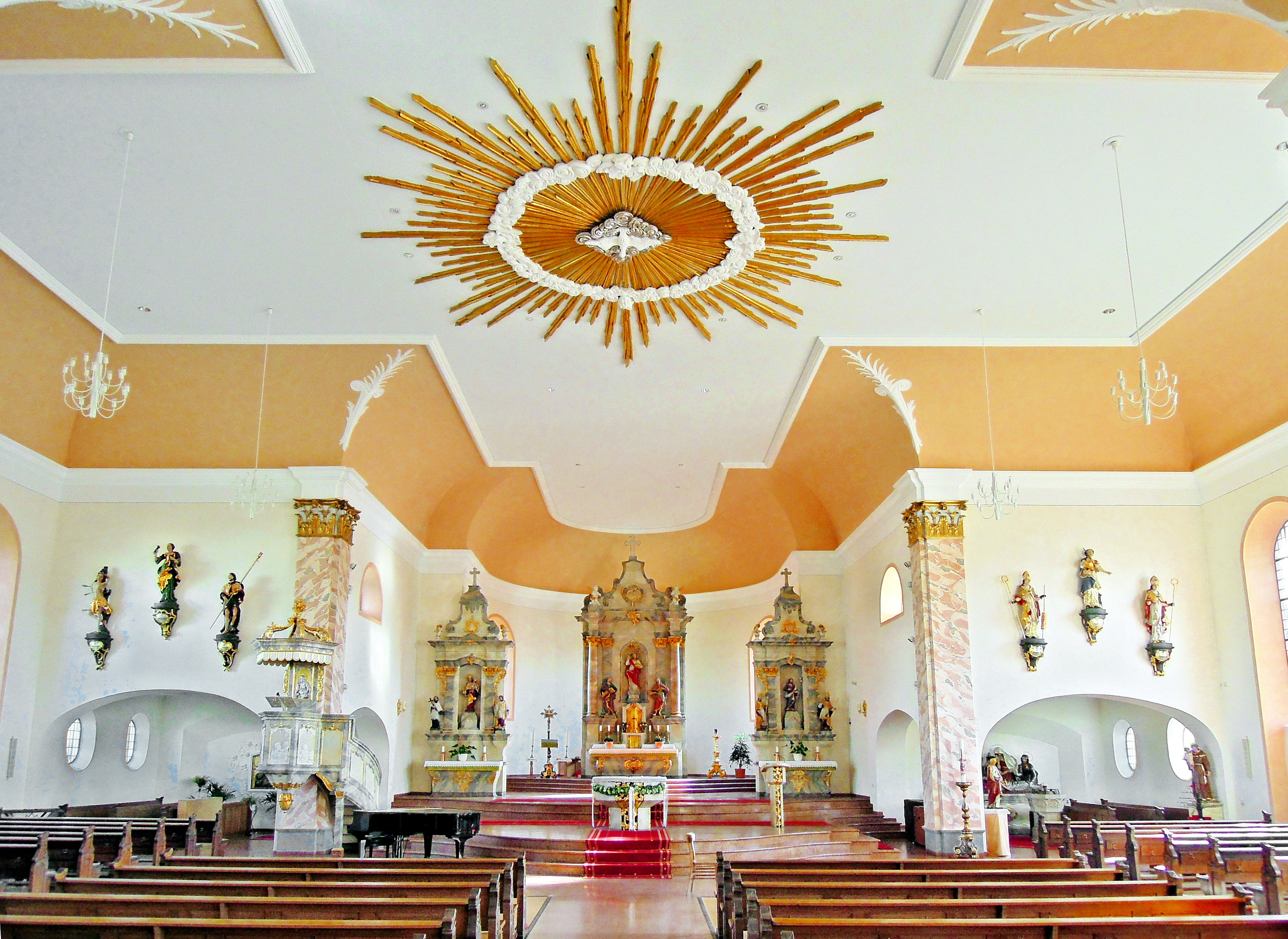
Blick ins Innere der Kirche

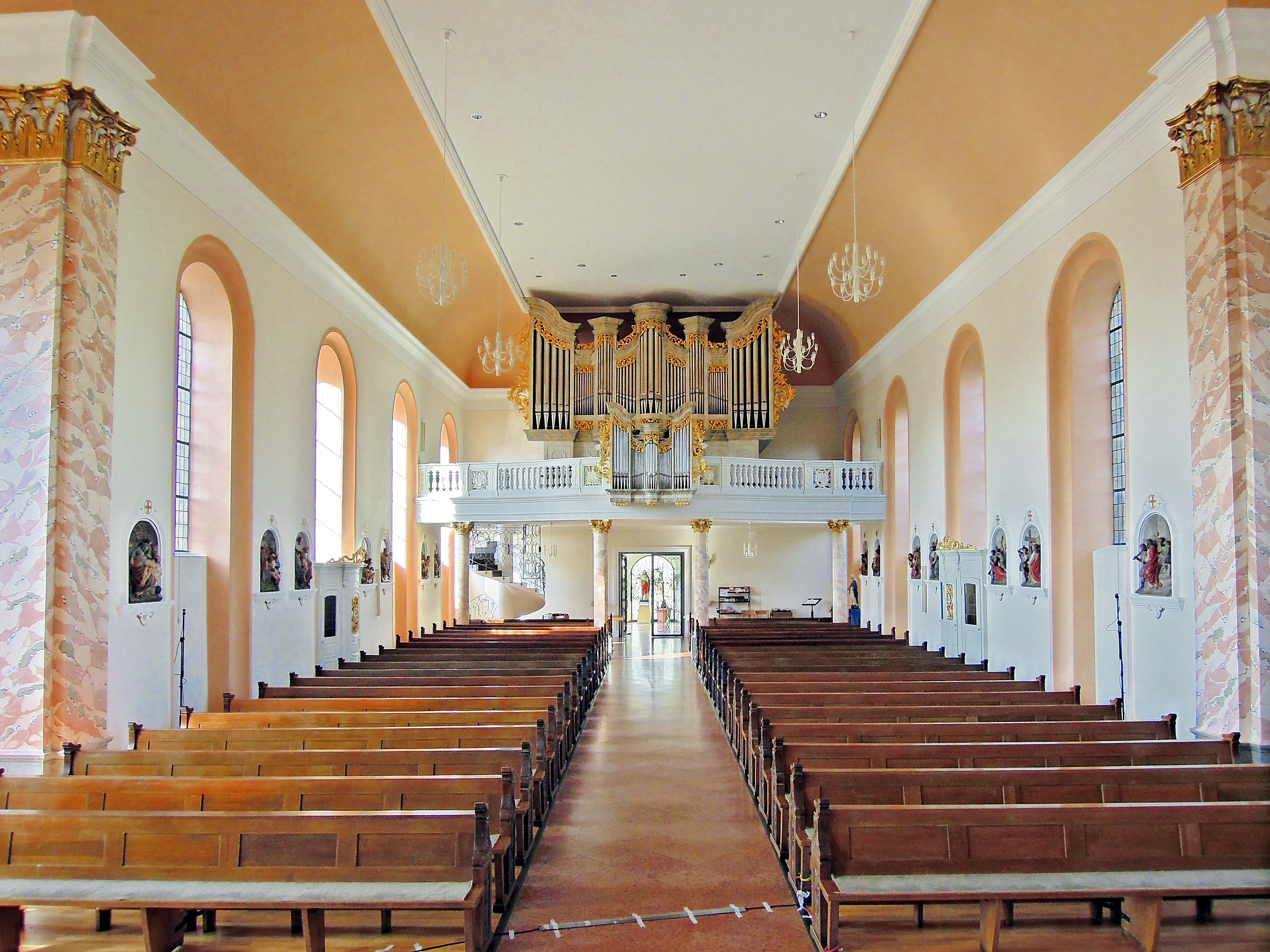
Blick zur Orgelempore

Die Kirche St. Crispinus und Crispinianus ist eine barocke katholische Pfarrkirche in Lisdorf, einem Stadtteil der saarländischen Kreisstadt Saarlouis. Kirchenpatrone sind die frühchristlichen Märtyrer Crispinus und Crispinianus. Patroziniumstag ist der 25. Oktober.
In der Denkmalliste des Saarlandes ist die Kirche als Einzeldenkmal aufgeführt. Die Kirche ist dem Bistum Trier zugeordnet.

## Geschichte und Architektur
Im Jahr 570 soll der Frankenkönig Sigibert I. Reliquien der Märtyrer Crispinus und Crispinianus nach Lisdorf gebracht haben. Für das Jahr 900 wird die Existenz der Lisdorfer Pfarrkirche sicher angenommen.
Im 18. Jahrhundert entstand die heutige Kirche. Im Jahr 1717 erfolgte der Bau der Tumes, im Jahr 1764 wurde nach Plänen des Architekten Heinrich Eckhardt (Wadgassen) der Bau des Kirchenschiffes als kleiner, barocker Saal mit vier Fensterachsen errichtet. Im Inneren sind die Fensternischen bis auf den Boden gezogen. Bauherr war Michael Stein (Lisdorf), Abt des benachbarten Prämonstratenser-Klosters Wadgassen.
In den Jahren 1928–1929 kam es durch die Architekten Ludwig Becker und Anton Falkowski (Mainz) zu einer wesentlichen neobarocken Erweiterung der Kirche, indem ein ausladendes Querschiff mit je drei Fensterachsen und Dreiecksgiebeln, ein Chorjoch, zwei Nebenchöre und ein leicht eingezogener Chorraum angebaut wurden. Über der Vierung erhob sich ein verschieferter Dachreiterturm mit welscher Haube. Darüber hinaus wurden Bauzier, korinthisierende Pilaster und an der Decke der Vierung ein Stuck-Strahlenglanz mit Engelsköpfen und einer Heilig-Geist-Taube angebracht. Die Nebenchöre haben Korbbogenöffnungen zum Querschiff und zum Chorraum.
Im Jahr 1960 stürzte der Chorraum ein, der im gleichen Jahr mit veränderten Fenstergewänden und Öffnungen wiederaufgebaut wurde. Die Dreiecksgiebel des Querhauses wurden abgetragen und durch ein Walmdach ersetzt. Im Jahr 1971 erfolgte eine verändernde Renovierung des Westturmes, bei dem der verschieferte Turmaufsatz modifiziert wurde. Der Glockenstuhl wurde vergrößert, die vorher rundbogigen Schallöffnungen wurden hochrechteckig verändert und die offene Laterne des Turmes wurde aufgegeben.
Ab dem Jahr 1976 wurde das Gotteshaus umfassend restauriert. Dabei wurden Umbaumaßnahmen vorgenommen, die die Kirchendecke betrafen. Das Holzgewölbe wurde durch eine barockisierende Flachdecke mit seitlicher Voutung und Kehlgesims ersetzt. Darüber hinaus wurde die baufällige Orgelempore abgerissen und eine neue Empore auf Marmorsäulen unter Verwendung der früheren Kommunionbank als Emporenbrüstung errichtet. Für die Planung der Restaurierungs- und Umbauarbeiten war der Architekt Tibor Kugelmann (Saarbrücken) verantwortlich. Die Ausführung der Arbeiten übernahm die Firma Fuchs (Würzburg). Im Jahr 2010 erfolgte eine Innenrestaurierung, bei der Feuchtigkeitseinträge in der Decke beseitigt wurden.

## Ausstattung
Im Inneren der Kirche befinden sich spätbarocke Altäre und eine ebenfalls spätbarocke Kanzel der Werkstatt Guldner oder des Bildhauers Graner. Von dem Bildhauer Graner stammen möglicherweise auch die spätbarocken Figuren auf den Altären. Von den Architekten Ludwig Becker und Anton Falkowski (Mainz) stammt der 12 m × 9 m große Stuck-Strahlenkranz mit Engelsköpfchen und vollplastischer Heilig-Geist-Taube in der Deckenkonstruktion der Vierung, der in den Jahren 1928–29 angefertigt wurde. Das barockisierende Orgel-Prospekt wurde 1987 von der Firma Mrziglod (Tholey) angefertigt. Weitere Ausstattungsgegenstände sind die Kirchenbänke von 1764 bis 1766 und der spätbarocke Relief-Kreuzweg.

## Orgel

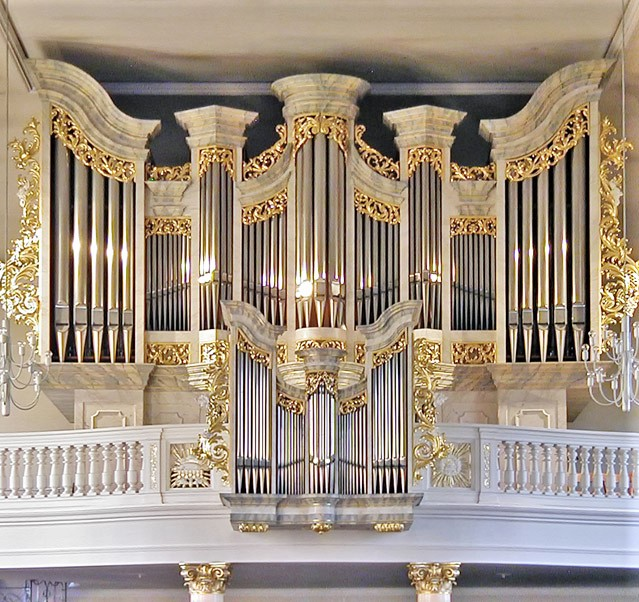
Orgel von Hugo Mayer 1987

Die als Pfarrkirche genutzte Wallerfanger Augustinerklosterkirche wurde im Jahr 1843 durch Carl Philipp Stumm (* 17. August 1783; † 23. November 1845) und Franz Heinrich Stumm (* 8. August 1788; † 26. Januar 1859), Vertreter der vierten Generation der renommierten Hunsrücker Orgelbauerfamilie Stumm, zum Preis von 760 Talern mit einer Orgel ausgestattet. Der Auftrag war bereits am 13. Dezember 1840 erteilt worden. Vor dem Abriss der gotischen Klosterkirche wurde die Orgel im Jahr 1861 für 450 Taler zur Ausstattung der Lisdorfer Kirche St. Crispinus und Crispinianus verkauft. Der Orgelbauer Johann Schlaad (* 11. November 1822 in Kestert, † 16. November 1892 in Waldlaubersheim)  aus Waldlaubersheim besorgte die Übertragung. In Lisdorf wurde die Wallerfanger Stumm-Orgel durch die Orgelbaumanufaktur Dalstein & Haepfer auf 15/II vergrößert. Im Jahr 1943 verkaufte man das Instrument nach Piesbach zur Ausstattung der Kirche St. Johannes der Täufer.
Die aktuelle Orgel der Lisdorfer Kirche wurde im Jahr 1987 von der Firma Hugo Mayer Orgelbau (Heusweiler) erbaut. Das Instrument verfügt über 44 Register, verteilt auf 3 Manuale und Pedal, sowie eine mechanische Registertraktur und Setzeranlage mit USB-Memory-Stick. Das Orgelgehäuse besteht aus massivem Eichenholz und ist marmoriert. Der eingebaute Spielschrank ist in Rio-Palisander (Dalbergia nigra) gearbeitet.
| I Rückpositiv C–g3 |                  |       |
| 1.                 | Holzgedackt      | 8′    |
| 2.                 | Quintade         | 8′    |
| 3.                 | Principal        | 4′    |
| 4.                 | Traversflöte     | 4′    |
| 5.                 | Doublette        | 2′    |
| 6.                 | Sesquialter 2 f. |       |
| 7.                 | Larigot          | 1 ⁄3′ |
| 8.                 | Scharff 4 f.     | 1′    |
| 9.                 | Cromorne         | 8′    |
|                    | Tremulant        |       |

| II Hauptwerk C–g3 |             |       |
| 10.               | Bourdon     | 16′   |
| 11.               | Principal   | 8′    |
| 12.               | Holzflöte   | 8′    |
| 13.               | Gemshorn    | 8′    |
| 14.               | Octave      | 4′    |
| 15.               | Quinte      | 2 ⁄3′ |
| 16.               | Rohrflöte   | 4′    |
| 17.               | Principal   | 2′    |
| 18.               | Mixtur 5 f. | 1 ⁄3′ |
| 19.               | Cornet 5 f. | ab g° |
| 20.               | Bombarde    | 16′   |
| 21.               | Trompete    | 8′    |

| III Schwellwerk C–g3 |                 |        |
| 22.                  | Offenflöte      | 8′     |
| 23.                  | Salicional      | 8′     |
| 24.                  | Vox coelestis   | 8′     |
| 25.                  | Principal       | 4′     |
| 26.                  | Blockflöte      | 4′     |
| 27.                  | Waldflöte       | 2′     |
| 28.                  | Nazard          | 2 ⁄3′  |
| 29.                  | Terz            | 1 3⁄5′ |
| 30.                  | Acuta 4 f.      | 2′     |
| 31.                  | Fagott          | 16′    |
| 32.                  | Trompette harm. | 8′     |
| 33.                  | Haubois         | 8′     |
| 34.                  | Clairon         | 4′     |
|                      | Tremulant       |        |
|                      |                 |        |
|                      | Carillon        |        |
|                      | Rossignol       |        |

| Pedal C–f1 |                |         |
| 35.        | Principalbaß   | 16′     |
| 36.        | Subbaß         | 16′     |
| 37.        | Quintbaß       | 10 2⁄3′ |
| 38.        | Principalflöte | 8′      |
| 39.        | Pommer         | 8′      |
| 40.        | Choralbaß      | 4′      |
| 41.        | Hintersatz 4f. | 2′      |
| 42.        | Posaune        | 16′     |
| 43.        | Trompete       | 8′      |
| 44.        | Kopftrompete   | 4′      |

- Koppeln: I/II, III/II, III/I, I/P, II/P, III/P
- Setzeranlage: 9306 Kombinationen (99 Ebenen à 64 Kombinationen)

## Glocken
Im Jahr 1953 goss die Saarlouiser Glockengießerei in Saarlouis-Fraulautern, die von Karl (III) Otto von der Glockengießerei Otto in Bremen-Hemelingen und dem Saarländer Alois Riewer 1953 gegründet worden war, für die Lisdorfer Pfarrkirche vier Bronzeglocken mit den Schlagtönen: c′ – es′ – f′ – as′. Die Glocken haben folgende Durchmesser: 1578 mm, 1327 mm, 1182 mm, 994 mm und wiegen: 2360 kg, 1450 kg, 1040 kg, 630 kg.